# 品川シーサイド駅
品川シーサイド駅（しながわシーサイドえき）は、東京都品川区東品川四丁目にある、東京臨海高速鉄道（TWR）りんかい線の駅である。副駅名はビッグローブ本社前。駅番号はR 06。

## 歴史
- 2002年（平成14年）12月1日：東京臨海高速鉄道りんかい線の天王洲アイル駅 - 大崎駅間の開通と同時に開業[1][2]。
- 2022年（令和4年）
  - 2月12日：1番線のホームドアの使用を開始[3]。
  - 3月13日：2番線のホームドアの使用を開始[3]。

## 駅構造
島式ホーム1面2線の地下駅である。2007年8月1日より、ホーム上に掲出されている駅名標の下に「楽天タワー前」と表記され、線路側（壁面）の駅名標の脇にも楽天のロゴマークが掲示されるようになった。その後、楽天本社の二子玉川移転にともない、2015年8月1日より、ホーム上に掲出されている駅名標の下の表記は「ビッグローブ本社前」に変更された。

### のりば
| 番線 | 路線       | 方向 | 行先 | 行先                                  |
| ---- | ---------- | ---- | ---- | ------------------------------------- |
| 1    | りんかい線 | 下り |      | 大崎・ 埼京線（渋谷・新宿・池袋）方面 |
| 2    | りんかい線 | 上り |      | 新木場方面                            |

2010年8月には、通勤時間帯におけるエスカレーター乗り場付近の混雑緩和を目的として、エスカレータの高速化工事が行われた。

## 利用状況
2023年度の1日平均乗車人員は16,922人であり、りんかい線内8駅中第6位。
品川シーサイドフォレストおよび周辺の開発により利用者は順調に伸び、2006年に楽天の本社が品川シーサイドノースタワーに移転してきた翌年の2007年には天王洲アイル駅を上回った。一方、改札口付近の混雑が激しくなり、利用者から改善を求める声を受け、2007年9月に改札機が増設された。2015年に楽天が二子玉川へ移転し、一時的に減少したが、別会社が入居した2016年の乗降人員は楽天退去前の2014年を上回った。
開業以後の1日平均乗車人員は下表のとおり。
| 年度               | 1日平均 乗降人員 | 1日平均 乗車人員 | 出典     |
| ------------------ | ---------------- | ---------------- | -------- |
| 2002年（平成14年） | 11,450           | 5,874            | [ * 1 ]  |
| 2003年（平成15年） | 16,664           | 8,358            | [ * 2 ]  |
| 2004年（平成16年） | 19,203           | 9,670            | [ * 3 ]  |
| 2005年（平成17年） | 22,203           | 11,180           | [ * 4 ]  |
| 2006年（平成18年） | 28,979           | 14,649           | [ * 5 ]  |
| 2007年（平成19年） | 34,617           | 17,478           | [ * 6 ]  |
| 2008年（平成20年） | 38,520           | 19,393           | [ * 7 ]  |
| 2009年（平成21年） | 40,468           | 20,339           | [ * 8 ]  |
| 2010年（平成22年） | 42,984           | 21,576           | [ * 9 ]  |
| 2011年（平成23年） | 41,789           | 20,971           | [ * 10 ] |
| 2012年（平成24年） | 41,408           | 20,749           | [ * 11 ] |
| 2013年（平成25年） | 41,660           | 20,881           | [ * 12 ] |
| 2014年（平成26年） | 43,239           | 21,681           | [ * 13 ] |
| 2015年（平成27年） | 39,058           | 19,754           | [ * 14 ] |
| 2016年（平成28年） | 43,676           | 22,045           | [ * 15 ] |
| 2017年（平成29年） | 46,245           | 23,332           | [ * 16 ] |
| 2018年（平成30年） | 46,963           | 23,686           | [ * 17 ] |
| 2019年（令和元年） |                  | 24,414           | [ * 18 ] |
| 2020年（令和02年） |                  | 14,497           |          |
| 2021年（令和03年） |                  | 13,298           |          |
| 2022年（令和04年） |                  | 14,547           |          |
| 2023年（令和05年） |                  | 16,922           |          |

## 駅周辺
- 品川シーサイドフォレスト
  - イオン品川シーサイドショッピングセンター
  - 品川シーサイドパークタワー （旧・パナソニックタワー）
  - 品川シーサイドノースタワー（旧・楽天タワー）
  - 日立ソリューションズタワー（A/B）
  - 品川シーサイドイーストタワー
  - 品川シーサイドウエストタワー
  - 品川シーサイドサウスタワー
  - プライムパークス品川シーサイド
- ハートンホテル東品川
- Brilliaタワー品川シーサイド
- グラスキューブ品川
- 株式会社ブロードリーフ本社
- 株式会社タジマ（ブロードリーフグループ）本社
- 住友不動産品川シーサイドビル　
  - みずほ情報総研
- 鮫洲運転免許試験場
- コナミスポーツクラブ本社・品川本店
- 住友不動産品川ビル ‐ 帝産観光バス本社
- 東京都立八潮高等学校
- 東京都立産業技術高等専門学校
- 産業技術大学院大学
- 東京都立城南職業能力開発センター
- 品川清掃工場
- 南品川二郵便局
- 京急本線 青物横丁駅

## バス路線
東京都交通局（都営バス）と京浜急行バスと東急バスが駅前交通広場に乗り入れている。停留所名は都営バスが品川シーサイド駅前、京浜急行バスと東急バスが品川シーサイド駅。
- 1番乗り場
  - 品91系統・深夜07系統：品川駅港南口行（都営バス）
- 2番乗り場
  - 品91系統・深夜07系統：八潮パークタウン（循環）・八潮公園前行（都営バス）
  - 高速バス：羽田空港行（京浜急行バス・東急バス）

ほかにも至近の都道316号線（海岸通り）に出ると都立八潮高校前バス停より都営バスの品93系統 目黒駅前・大井競馬場前行、井92系統 八潮パークタウン（循環）行の利用が可能。

## 隣の駅
東京臨海高速鉄道
 りんかい線
■通勤快速・■快速・■各駅停車（いずれもりんかい線内は各駅に停車） 
天王洲アイル駅 (R 05) - 品川シーサイド駅 (R 06) - 大井町駅 (R 07)

### 記事本文

### 利用状況
私鉄の1日平均利用客数
1. ↑  よくあるご質問｜お問い合わせ｜お台場電車 りんかい線 （ページ上段）

私鉄の統計データ
1. ↑  東京都統計年鑑 - 東京都
2. ↑  品川区の統計 - 品川区

東京都統計年鑑
1. ↑  東京都統計年鑑（平成14年）
2. ↑  東京都統計年鑑（平成15年）
3. ↑  東京都統計年鑑（平成16年）
4. ↑  東京都統計年鑑（平成17年）
5. ↑  東京都統計年鑑（平成18年）
6. ↑  東京都統計年鑑（平成19年）
7. ↑  東京都統計年鑑（平成20年）
8. ↑  東京都統計年鑑（平成21年）
9. ↑  東京都統計年鑑（平成22年）
10. ↑  東京都統計年鑑（平成23年）
11. ↑  東京都統計年鑑（平成24年）
12. ↑  東京都統計年鑑（平成25年）
13. ↑  東京都統計年鑑（平成26年）
14. ↑  東京都統計年鑑（平成27年）
15. ↑  東京都統計年鑑（平成28年）
16. ↑  東京都統計年鑑（平成29年）
17. ↑  東京都統計年鑑（平成30年）
18. ↑  東京都統計年鑑（平成31年・令和元年）